# Voo VIASA 742
O Voo VIASA 742 era uma linha aérea internacional da companhia homônima venezuelana que ligava Caracas a Miami. Em 16 de março de 1969, o Douglas DC-9 prefixo YV-C-AVD que atendia essa linha aérea caiu poucos segundos após decolar do Aeroporto Grano de Oro em Maracaibo. A queda da aeronave sobre um bairro populoso de Maracaibo causou uma grande explosão que matou 71 pessoas em terra além dos 84 ocupantes da aeronave, num total de 155 mortos. Esse acidente foi considerado, naquele momento, (sendo superado em 1971, quando um jato de combate japonês chocou-se no ar com um Boeing 727 da Air Nippon, matando seus 162 passageiros), o pior desastre aéreo do mundo.

## Aeronave
Após o lançamento do Sud Aviation Caravelle, Douglas e Boeing concentravam seus esforços no desenvolvimento de aeronaves a jato, tendo lançado os Boeing 707 e Douglas DC-8. Ainda assim, existia um nicho de mercado para aeronaves de menor porte e a Douglas lançou no início dos anos 1960 o projeto do DC-9. A primeira aeronave voou em 25 de fevereiro de 1965 enquanto que sua entrada em serviço ocorreu em 8 de dezembro daquele ano, com a companhia Delta. A linha de produção do DC-9 permaneceu ativa de 1965 até 1982 quando a última das 976 aeronaves produzidas foi concluída.
A aeronave destruída foi fabricada em  1969, tendo sido vendida para a Aerovías Venezolanas Sociedad Anónima (AVENSA), empresa subsidiária da Pan American World Airways. Na Veneuzuela, a aeronave foi registrada cm o prefixo YV-C-AVD. Pouco tempo depois, a AVENSA arrendou dois DC-9, incluindo o YV-C-AVD, para a empresa pública  Venezolana Internacional de Aviación, Sociedad Anónima (VIASA). Até o momento do acidente, o DC-9 tinha sido utilizado em apenas 3 voos.

## Acidente
Técnicos de terra prepararam o Douglas DC-9, prefixo YV-C-AVD, para a realização do voo internacional 742 (Caracas-Miami com uma escala em Maracaibo). A aeronave decolou do aeroporto Simon Bolivar, Caracas, às 10h30 e pousou no Aeroporto Grano de Oro cerca de uma hora depois. Após ser reabastecida e embarcar alguns passageiros, o comandante inicia os procedimentos para decolagem e percorre as áreas de taxiamento, posicionado o DC-9 na cabeceira de uma das pistas do Grano de Oro.
O DC-9 acabou decolando quase no limite final da pista, por volta das 12h00. Voando baixo, uma de suas asas chocou-se com um poste da rede elétrica, causando a queda da aeronave sobre casas nos bairros de Ziruma e La Trindad. Nos quarteirões atingidos pelos destroços da aeronave, viviam cerca de 15 mil pessoas (incluindo muitos colombianos e índios da etnia Guajira). O choque com o solo fez romper os tanques de combustível, levando a uma grande explosão e posterior incêndio que vitimou todos os 84 ocupantes da aeronave além de 71 pessoas em terra enquanto que centenas de moradores ficaram feridos.
Os esforços de resgate foram iniciados rapidamente, por conta de a aeronave ter caído próxima ao aeroporto. Centenas de feridos em terra foram removidos para os hospitais da região, enquanto que os corpos eram enviados para a faculdade de medicina da Universidade de Zulia, onde eram feitas tentativas de reconhecimento. Poucos corpos eram reconhecíveis, por conta de a maioria ter sido carbonizada pelo incêndio causado pela queda da aeronave. Até a manhã de 17 de março, 152 corpos haviam sido retirados do local da queda do DC-9. Entre os passageiros mortos retirados dos destroços da aeronave estavam Néstor Chávez, jogador de beisebol venezuelano que havia atuado pelo San Francisco Giants, Antonio Herrera, proprietário da equipe de beisebol venezuelana Cardenales de Lara e Carlos Santeliz, jogador da citada equipe venezuelana.

## Investigações
Apesar do cenário de devastação no local da queda do DC-9, as equipes de investigação conseguiram retirar a caixa preta em meio aos destroços. A hipótese inicial para o acidente colocava em xeque a extensão da pista do aeroporto Grano de Oro, tida como curta demais para a operação de aeronaves a jato. Segundo testemunhas em terra, o DC-9 teve dificuldade para pousar no aeroporto, sendo que teria se roçado levemente a copa das árvores situadas em uma das cabeceiras da pista. Após uma perícia realizada nas dependências do aeroporto, comprovou-se que a pista tinha extensão suficiente para a operação de aeronaves a jato. Mesmo assim, as autoridades venezuelanas iniciaram uma obra emergencial para acrescentar cerca de 800 m a pista principal do aeroporto. A comissão de investigação do acidente chegou a conclusão de que o acidente ocorreu por conta dos seguintes fatores:
- Defeito nos sensores de temperatura e velocidade do vento implantados no aeroporto;

- Erros, da tripulação, nos cálculos necessários para a decolagem da aeronave (por conta da utilização de parâmetros incorretos dos sensores do aeroporto);

- Excesso de peso na aeronave, que ultrapassava em cerca de 5 mil libras o peso máximo de decolagem naquelas circunstâncias;[7]

## Consequências
O acidente com o voo 742 significou o fim das operações do aeroporto Grano de Oro. Sobreviventes da tragédia e moradores dos arredores pressionaram as autoridades pela desativação do aeroporto. O governo venezuelano acelerou a construção do Aeroporto Internacional de La Chinita, inaugurado em novembro de 1969. A área do aeroporto Grano de Oro foi entregue para a Universidade de Zulia.